# Rathaus Bischofstein

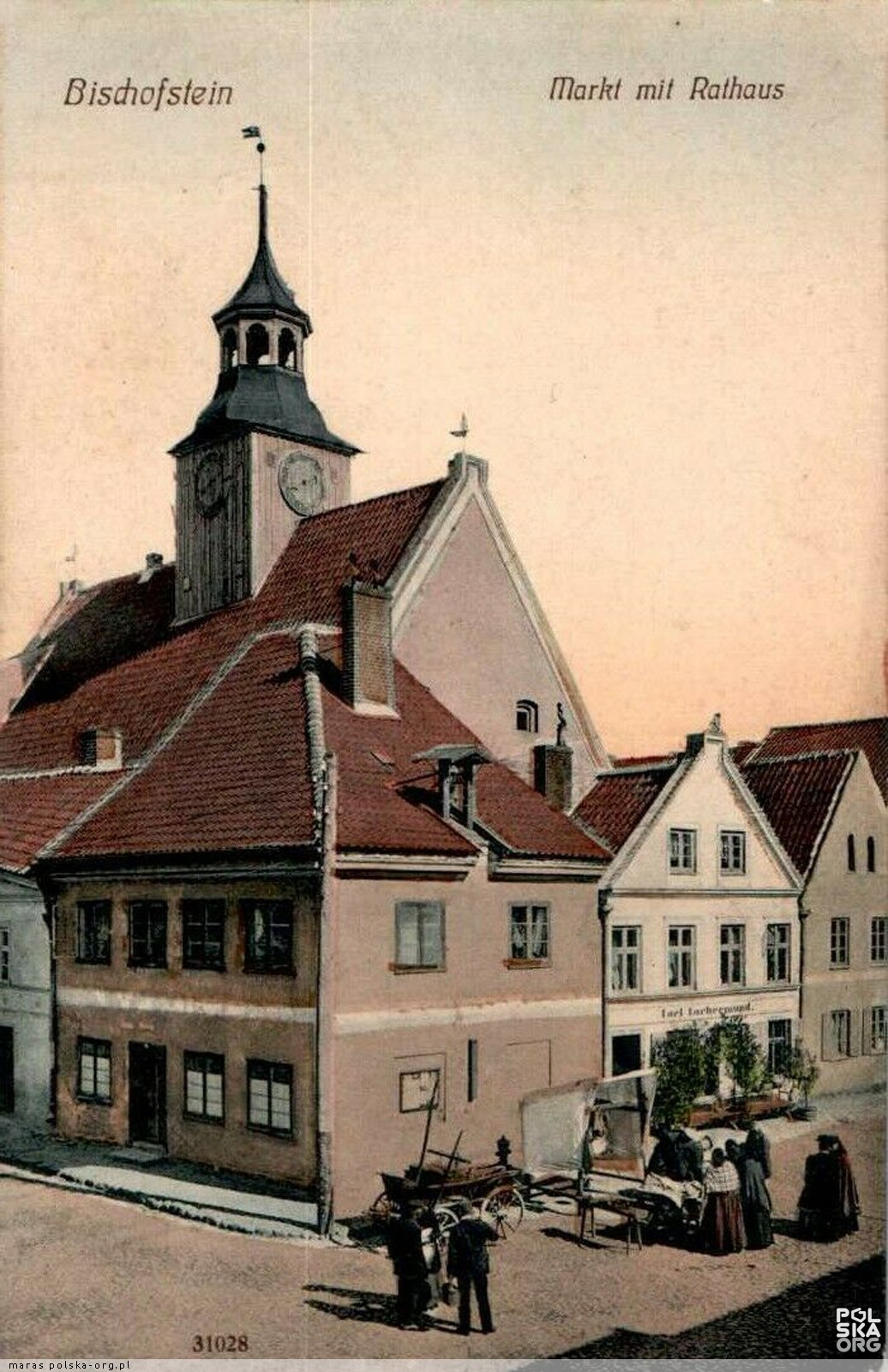
Rathaus Bischofstein (1909)

Das alte Rathaus von Bisztynek (Bischofstein) in der polnischen Woiwodschaft Ermland-Masuren, das auf die Zeit des Deutschordensstaates zurückging, wurde nach 1945 abgetragen.

## Geschichte
Der Bau des Rathauses datiert auf die erste Hälfte des 15. Jahrhunderts. Nach einem Brand 1589 wurde der Bau wiederhergestellt, danach auch die Giebel mit halbrunden Stufenabschlüssen verändert. Im 18. und 19. Jahrhundert war das Rathaus vollständig mit Hakenbuden und Erweiterungsgebäuden umbaut. 
Das Gebäude brannte 1939 infolge der Brandstiftung eines Bewohners nieder. Das Rathaus sollte in seiner ursprünglichen Form, ohne die umliegenden Anbauten, wieder aufgebaut werden. Diese Pläne wurden während des Krieges aufgegeben. Nach dem Krieg im Jahr 1945, bei dem der gesamte Marktplatz zerstört wurde, wurden die Ruinen des Gebäudes vollständig abgerissen.

## Bauwerk
Das Rathaus in Bischofstein gehörte zum kleinstädtischen Typus eines unterkellerten Saalgeschossbaus mit Dachreiter. Die Umfassungsmauern bestanden aus Mischmauerwerk. Mauerkanten, Fenster- und Portalrahmungen, und Giebel bestanden aus Backstein. Der Keller ragte ein Stück über das Bodenniveau hinausragend und hatte mehrere Zugänge. Ein spitzbogiges Portal zum Obergeschoss an der nordwestlichen Schmalseite war ursprünglich durch außen liegende Treppe oder Vorbau erreichbar. Das Obergeschoss hatte zehn segmentbogigen Fenster, wobei die Geschosse durch ein Putzband getrennt wurde und ein fünflagiger Sägefries diente als Horizontalabschluss. Das Erdgeschoss verfügte über vier nachträglich gewölbte Räume, das Obergeschoss war in Ratssaal und Bürgermeisterstube geteilt. Bemerkenswert war, dass in allen Raumecken Kamine angebracht waren. Der Giebel war siebenachsig mit niedrigen Spitzbogenblenden und einem eingetieften Putzband.